# Între chin și amin
Între chin și amin este un film românesc istoric dramatic din 2019 regizat de Toma Enache despre Experimentul Pitești. Rolurile principale au fost interpretate de actorii Vali Popescu, Constantin Cotimanis și Kira Hagi. Scenariul a fost scris de Elena Enache, Toma Enache și Eugen Cojocariu.

## Distribuție
- Vali Popescu - Tase Caraman
- Constantin Cotimanis - Ciumău (comandantul închisorii)
- Kira Hagi - Tana
- Ana Parvu - Lia
- Ioachim Ciobanu - Petre Jurganu
- Ciprian Nicula - Iancu Caraman
- Csaba Ciugulitu - Falcă
- Victoria Cociaș - Doctor 1
- Teodora Calagiu Garofil - Doctor Batu
- Ion Dichiseanu - General Jibolschi
- Bogdan Sălceanu - Ștefan Maris
- Remus Stănescu - Poet Mihai Inge
- Toma Enache - Toni film director
- Alin Ailioaiei - Gardian 4
- Cătălin Bocirnea - Torționar
- Adrian Culetu - Nicolae Caracota
- Cezara Dafinescu - Doamna Catran
- Iany Panait - Hrista Zaruha
- Dragoș Stoica - gardian 3
- Mircea Taiss - gardian 2